# Zapasy na Igrzyskach Panarabskich 1985
Zapasy na igrzyskach panarabskich w 1985 odbywały się w dniu 9 sierpnia w Rabacie (Maroko).

## Tabela medalowa
Gospodarz zawodów został zaznaczony kolorem.
|   | Państwo          |    |    |    | Razem: |
| - | ---------------- | -- | -- | -- | ------ |
| 1 | Irak             | 7  | 5  | 6  | 18     |
| 2 | Syria            | 5  | 8  | 4  | 17     |
| 3 | Maroko           | 5  | 3  | 4  | 12     |
| 4 | Tunezja          | 2  | 1  | 1  | 4      |
| 5 | Reunion          | 1  | 0  | 0  | 1      |
| 6 | Algieria         | 0  | 3  | 4  | 7      |
| 7 | Arabia Saudyjska | 0  | 0  | 1  | 1      |
|   | razem:           | 20 | 20 | 20 | 60     |

## Wyniki mężczyźni

### styl klasyczny
| Waga   | Złoto:               | Srebro:               | Brąz:              |
| 48 kg  | Mohamed El-Messouti  | Abd al-Malik al-Awwad | Salah Jabar        |
| 52 kg  | Nasser Nakaldy       | Kasim Bu Allusz       | Hazim Abdul Ridha  |
| 57 kg  | Ali Laszkar          | Ghazi Salah           | Bachir Chikhi      |
| 62 kg  | Ibrahim Luksajri     | Arif Abdou            | Youmni Rihaoui     |
| 68 kg  | Sa’id as-Sawakin     | Abdelkarim Naamani    | Hijar Moundi       |
| 74 kg  | Abd al-Aziz at-Tahir | Kissra Bachir         | Lotfi Chihab       |
| 82 kg  | Ali Kacem            | Rahim Abdelkrim       | Badour Fathi       |
| 90 kg  | Hamid Abdelkrim      | Nabil Flandak         | Brahim Toughza     |
| 100 kg | Jabeur Dridi         | Khalaf Hamadan        | Abdelkader Houcine |
| 130 kg | Farhan Mohammed      | Khalifa Ben Naceur    | Mohamed Hanass     |

### styl wolny
| Waga   | Złoto:                 | Srebro:             | Brąz:                 |
| 48 kg  | Fayadh Minati          | Mohamed El-Messouti | Abd al-Malik al-Awwad |
| 52 kg  | Khaled El-Ali El-Rifai | Khadir Abbas        | Abderrzak Bouras      |
| 57 kg  | Marwan Suhail Aboud    | Mahmoud El-Messouti | Abdelkrim Hanine      |
| 62 kg  | Adman Hasnaoui         | Khay Chawki         | Ali Abderrazak        |
| 68 kg  | Haitam Haloub          | Abdelkrim Chami     | Saïd Admane           |
| 74 kg  | Abd al-Aziz at-Tahir   | Mohamed Diar        | Ali Hussain Faris     |
| 82 kg  | Mohammed Jabouri       | Mohamed Akrad       | Habib Dridi           |
| 90 kg  | Ibrassim Abderrahmane  | Zahir Saghir        | Mohamed Salim         |
| 100 kg | Salah Iddine Said      | Jamal Moussairi     | Jamal Lebbardi        |
| 130 kg | Habib Cheikh           | George Attia        | Ali Khalid            |